# 髙杉優弘

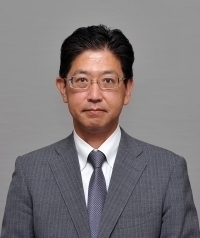
外務省より公表された公式肖像画像

髙杉 優弘（たかすぎ まさひろ、1964年12月14日 - ）は、日本の外交官。

## 人物
神奈川県川崎市出身。聖光学院高等学校、一橋大学法学部卒業。1988年外務省入省（中南米局）。国際協力機構に出向して総務部長を務めるなどしたのち、2021年からコロンビア国駐箚特命全権大使。 

## 略歴
- 1988年4月　外務省入省
- 1989年3月　在スペイン日本国大使館外交官補
- 1995年7月　中南米局中南米第一課課長補佐
- 1995年7月　大臣官房総務課課長補佐
- 1998年3月　経済協力局開発協力課首席事務官
- 1999年7月　在ペルー日本国大使館一等書記官
- 2003年1月　大臣官房在外公館課首席事務官
- 2004年8月　総合外交政策局総務課首席事務官
- 2006年2月　総合外交政策局総務課外交政策調整官
- 2006年8月　総合外交政策局総務課主任外交政策調整官
- 2008年1月　中南米局南米カリブ課長
- 2008年7月　中南米局南米課長
- 2010年8月　在ブラジル日本国大使館参事官
- 2013年9月　国際協力局政策課長
- 2015年9月　財務省大臣官房参事官（国際局開発金融担当）
- 2017年1月　国際協力機構総務部長
- 2019年8月　大臣官房審議官（地球規模課題担当）兼国際協力局／NGO担当大使
- 2020年7月　大臣官房審議官（地球規模課題担当）兼国際協力局兼アジア大洋州局南部アジア部／NGO担当大使
- 2021年3月　内閣官房内閣審議官（内閣官房副長官補付）兼内閣官房気候変動対策推進室次長併任
- 2021年9月　特命全権大使コロンビア国駐箚

## 同期
- 青木豊（23年アルメニア大使）
- 赤松武（22年国際民間航空機関代表部大使）
- 岩﨑一郎（09年一橋大学経済研究所教授）
- 一方井克哉（22年ニジェール兼轄、 21年コートジボワール大使（トーゴ兼轄））
- 内川昭彦（23年モントリオール総領事）
- 宇山秀樹（22年デンマーク大使・20年欧州局長）
- 岡田健一（21年香港総領事）
- 小野啓一（24年インド兼ブータン大使、22年外務審議官（経済担当）・22年外務省経済局長・20年地球規模課題審議官）
- 小野日子（24年ハンガリー大使・22年外務報道官・21年外務省経済局長・内閣広報官）
- 海部篤（23年ウィーン代表部大使・21年軍縮不拡散・科学部長・20年儀典長）
- 小泉勉（24年ラオス大使、22年中華人民共和国大使館特命全権公使、20年外務省研修所長）
- 小林賢一（24年・特命全権大使（国際貿易・経済担当）・21年ラオス大使）
- 佐々山拓也（24年ウガンダ大使・20年トロント総領事）
- 鈴木光太郎（22年ボストン総領事・20年イラク大使）
- 達増拓也（07年岩手県知事）
- 堤尚広（24年特命全権大使（人権担当兼国際平和貢献担当）・20年南スーダン大使）
- 林禎二（21年ブラジル大使・20年中南米局長）
- 平野隆一（21年在ロシア大使館 公使・20年内閣官房国際テロ情報集約室次長・16年ユジノサハリンスク総領事）
- 船越健裕（25年外務事務次官・23年外務審議官（政務担当）・20年アジア大洋州局長）
- 松本太（22年イラク大使・19年ニューヨーク領事）
- 柳淳（23年シカゴ総領事・21年内閣審議官兼内閣情報調査室次長兼国際テロ情報集約室次長、18年在オーストリア大使館 公使）